# Зорица Војиновић
Зорица Војиновић (рођена 27. јуна, 1958. у Црвенки, ФНР Југославија) је бивша југословенска и српска рукометашица. Као део репрезентације Југославије освојила је сребрну медаљу на Олимпијским играма 1980. у Москви. Играла је на Светском првенству 1978. кaда је Југославија заузела пето место, а 1982. су освојиле бронзу. Играла је за Рукометни клуб Бане Секулић из Сомбора.